# Jean-Baptiste Danei
Jean-Baptiste Danei (Ovada, 4 avril 1695 - Vetralla, 30 août 1765), en religion Jean-Baptiste de Saint-Michel-Archange, est un prêtre passioniste italien, frère de saint Paul de la Croix, et reconnu vénérable par l'Église catholique.

## Biographie
Jean-Baptiste Danei naît à Ovada le 4 avril 1695. Dès sa jeunesse, il aime la prière et pénitence, à tel point que ses parents interviennent pour calmer son ardeur. En 1720, son frère Paul prend l'habit religieux. Le 28 novembre 1721, Jean-Baptiste prend lui aussi l'habit et ils se retirent ensemble dans un ermitage de Castellazzo Bormida puis l'année suivante, dans l'ermitage abandonné du Monte Argentario.
Les deux frères sont ordonnés prêtres le 7 juin 1727 dans la basilique Saint-Pierre par Benoît XIII. Ils restent à Rome un peu plus d'un an puis retournent en février 1728 sur le Monte Argentario pour se consacrer aux missions populaires. Jean-Baptiste dirige la construction du premier couvent sur le Monte Argentario. Pendant cette période, l'hagiographie raconte que l'archange saint Michel apparaît pour mettre en fuite des criminels venus de nuit; Jean-Baptiste, par gratitude, ajoute le nom de saint Michel à son nom de religion.
En 1744, Jean-Baptiste est nommé supérieur du couvent de Vetralla, où il reste 21 ans, jusqu'à sa mort. Il est aussi directeur spirituel de son frère et très demandé pour les retraites spirituelles par les religieuses et le clergé. En juillet 1765, Jean-Baptiste tombe gravement malade et décède le 30 août suivant assisté par son frère.

## Culte
Sa cause de béatification n'est introduite qu'en 1909alors que son frère Paul de la Croix, décédé 10 ans après lui, est proclamé saint en 1867 par le pape Pie IX. Son corps est enterré au couvent de Vetralla mais il est caché par peur d'être profané par les soldats français. Il est ensuite impossible à retrouver et des recherches ultérieures ne donnent pas de résultat. Il est déclaré vénérable le 7 août 1940 par le pape Pie XII.